# نيكولاس إيبانيز (لاعب كرة قدم، مواليد 1992)
نيكولاس إيبانيز (بالإسبانية: Nicolás Ibáñez)‏ هو لاعب كرة قدم أرجنتيني، ولد في 16 يناير 1992 في مدينة كويلمس في الأرجنتين. لعب مع نادي لانوس.

## وصلات خارجية
- نيكولاس إيبانيز على موقع قاعدة بيانات كرة القدم.إي يو (الإنجليزية)
- نيكولاس إيبانيز على موقع Soccerway.com (الإنجليزية)